# 上海城市规划展示馆
31°14′00″N 121°28′14″E / 31.233368°N 121.470480°E

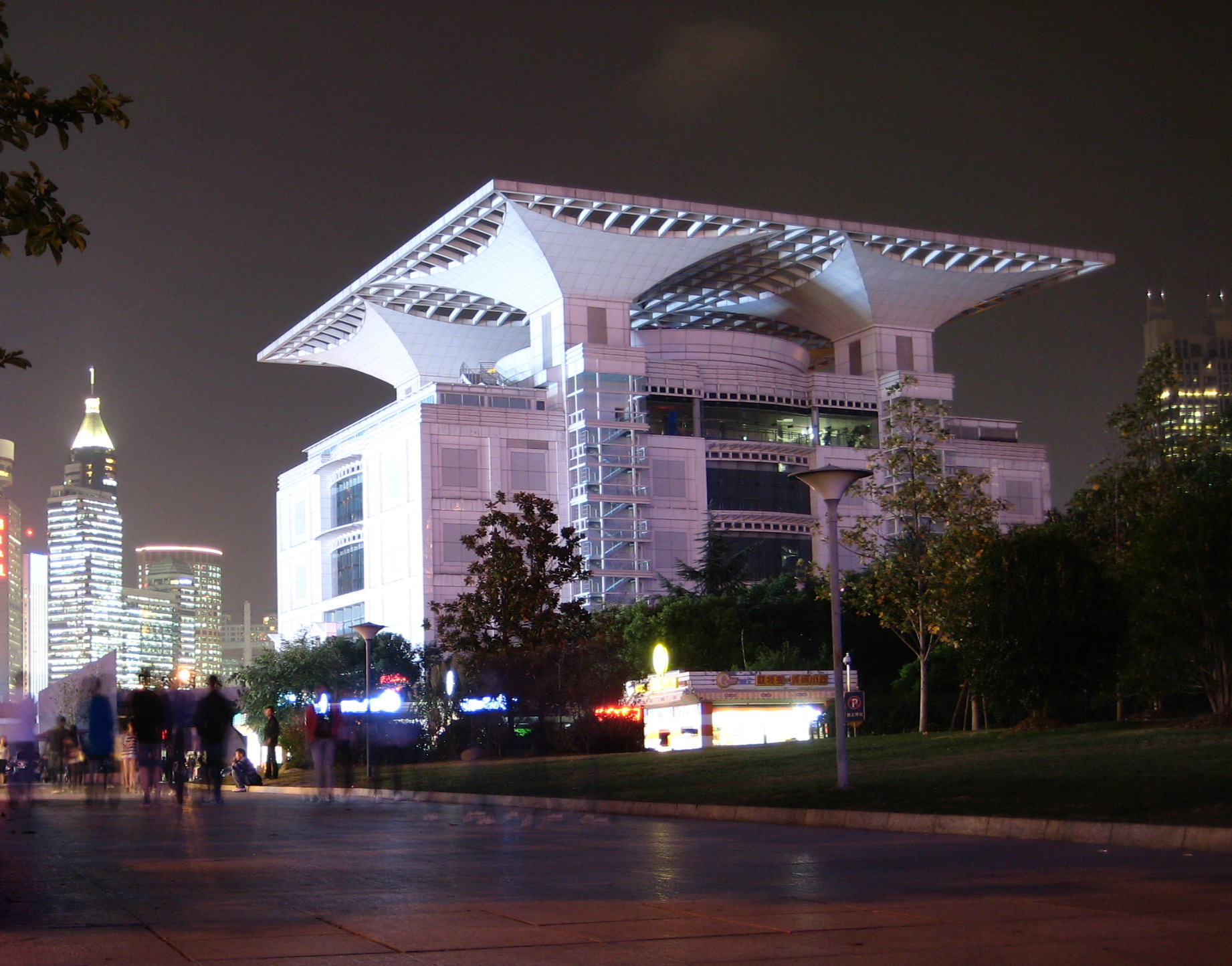
上海城市规划展示馆

上海城市规划展示馆是位于上海市中心的人民广场的一幢六层楼的建筑，用于展示上海市的城市规划。
上海城市规划展示馆于2000年建成，2000年2月25日正式对外开放。所有展品中，最为重要的是以1:500比例制作的上海内环线100余平方公里范围内城市规划模型。 
2019年12月1日起進行闭馆改造。2022年2月19日，規劃館改造完成並面向公眾啟動壓力測試。2022年8月9日，上海城市规划展示馆恢復对外开放。

## 开放时间
周四至周二9:00-17:00 (16:00停止入馆)，周三闭馆 (国定节假日除外)

## 参观
实行免费预约参观制，观众可以关注“上海城市规划展示馆”公众号或搜索“上海城市规划展示馆门票”小程序预约参观。 

## 交通
- 地铁

乘坐上海地铁1号线、上海地铁2号线和上海地铁8号线至人民广场站下车，从3号口出站后即可到达。 
- 公交

1、乘坐上海公交18路、上海公交49路、上海公交167路、上海公交312路、上海公交318路、上海公交454路、上海公交537路、上海公交930路、上海公交新川专线、上海公交隧道三线、上海公交隧道夜宵线至人民广场（福州路）站下车，向南步行约50米后即可到达。

2、乘坐上海公交108路、上海公交108路区间、上海公交167路、上海公交312路、上海公交318路、上海公交454路、上海公交930路、上海公交980路、上海公交隧道三线、上海公交隧道夜宵线至人民广场（广东路）站下车，向北步行约50米后即可到达。

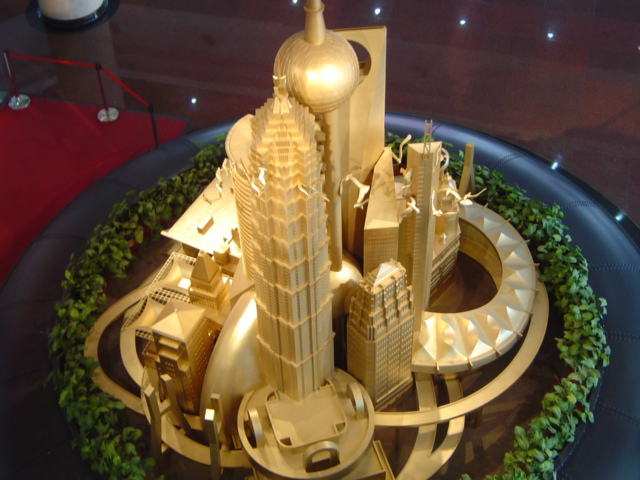
在展示馆中的模型